# 加藤泰建
加藤 泰建（かとう やすたけ、1946年 - ）は、日本の文化人類学者。埼玉大学名誉教授。専門は、ラテンアメリカ研究・アンデス考古学。

## 略歴
- 1971年 東京大学教養学部卒業
- 1973年 東京大学大学院社会学研究科退学
- 1973年 東京大学教養学部助手
- 1977年 埼玉大学教養学部講師
- 1979年 埼玉大学教養学部助教授
- 1989年 埼玉大学教養学部教授
- 1996年 埼玉大学学生部長(1998年まで)
- 1997年 埼玉大学留学生センター長(2000年まで)
- 2000年 埼玉大学副学長
- 2008年 埼玉大学理事
- 2014年 埼玉大学理事を退任、同大学名誉教授

## 著書
- 「クントゥル・ワシの墓」（『ラテンアメリカ研究年報』11号、1991年）
- 『ジャガーの足跡』、（共著）、東海大学出版会、1992年
- 『世界を掘る』、（共著）、学生社、1993年
- 「アンデス形成期の祭祀建築」（『民族芸術』VOL.9, 講談社, 1993年）
- 「永遠の物と壊れる物」（『岩波講座文化人類学3　「もの」の人間世界』、岩波書店、1997年）
- 『文明の創造力』、（共編著）、角川書店、1998年

## 論文
- 「ラテン・アメリカに関する最近の文化人類学的研究 (Ⅰ) 先史学」（落合一泰・加藤泰建・小泉潤二・増田義郎・小池佑二・長島信弘・藤井竜彦） , 民族學研究 40(1), 62-65, 1975
- 「ラテン・アメリカに関する最近の文化人類学的研究 (Ⅱ) エスノヒストリー」（大貫良夫・小池佑二・小泉潤二・増田義郎・松本亮三・落合一泰・加藤泰建・長島信弘・中林伸二） , 民族學研究 40(3), 227-232, 1975
- 「ペルー,ラ・パンパの土器分類と型式論」 , 民族學研究 41(3), 268-273, 1976
- "The Formative Pottery of the La Pampa Site, Ancash, Peru" （寺田和夫・加藤泰建） , 人類學雜誌 85(2), 131-152, 1977
- 「ペルー国北部山地ラ・パンパ遺跡の形成期土器」（磁田和夫・加藤泰建） , 人類学雑誌 85(2), p131-152, 1977
- 「アンデス形成期の祭祀建築 （南アメリカの先史芸術）」 , 民族芸術 (9), 37-48, 1993
- 「クントゥル・ワシ遺跡の発掘調査」 , 学術月報 52(1), 44-49, 1999
- 「ユネスコ・プロジェクトとしてのクントゥル・ワシ遺跡の修復保存事業」（大貫良夫・加藤泰建） , 古代アメリカ (5), 49-68, 2002
- 「クントゥル・ワシ遺跡と地元住民」 , 季刊民族学 31(3), 30-35, 2007
- 「クントゥル・ワシ神殿とアンデス文明の形成期」 , チャスキ (36), 6-18, 2008

## 翻訳
- サラ・ブラファー・ハーディ『女性の進化論』、（松本亮三共訳）、新思索社、1989年
- マイケル・コウ（en:Michael D. Coe）『古代マヤ文明』、（長谷川悦夫共訳）、創元社、2003年

## 主な業績
- 1986年ペルー政府功労勲章
- 2025年　春の叙勲で瑞宝中綬章受章[1][2]